# Eucalyptus obconica
Eucalyptus obconica är en myrtenväxtart som beskrevs av Murray Ian Hill Brooker och Kleinig. Eucalyptus obconica ingår i släktet Eucalyptus och familjen myrtenväxter. Inga underarter finns listade i Catalogue of Life.